# ПРОМТ
PROMT (от «PROject of Machine Translation» — проект машинного перевода) — российская компания, разработчик систем машинного перевода; занимается исследованиями и разработками в области искусственного интеллекта. Основные направления работы — разработка решений для машинного (автоматического) перевода и технологий для анализа текстовых неструктурированных данных на русском и иностранных языках.
Технологии PROMT неоднократно удостаивались престижных международных наград — так, PROMT Translation Server был признан лучшим решением для финансового сектора на саммите IDC Financial Insight, а PROMT Professional — «наиболее полным решением» и победителем в категории «Качество» по версии журнала PC & I в Испании. В период с 2013 по 2016 год переводы PROMT с английского на русский получали лучшие оценки экспертов Ассоциации компьютерной лингвистики (ACL).
PROMT неоднократно критиковался за низкий уровень перевода, а в российской игровой индустрии стал своеобразным мемом и олицетворением низкого качества пиратского перевода видеоигр.
Офисы компании открыты в России — в Москве и Петербурге, — а также в Сан-Франциско (США) и Гамбурге (Германия).

## История

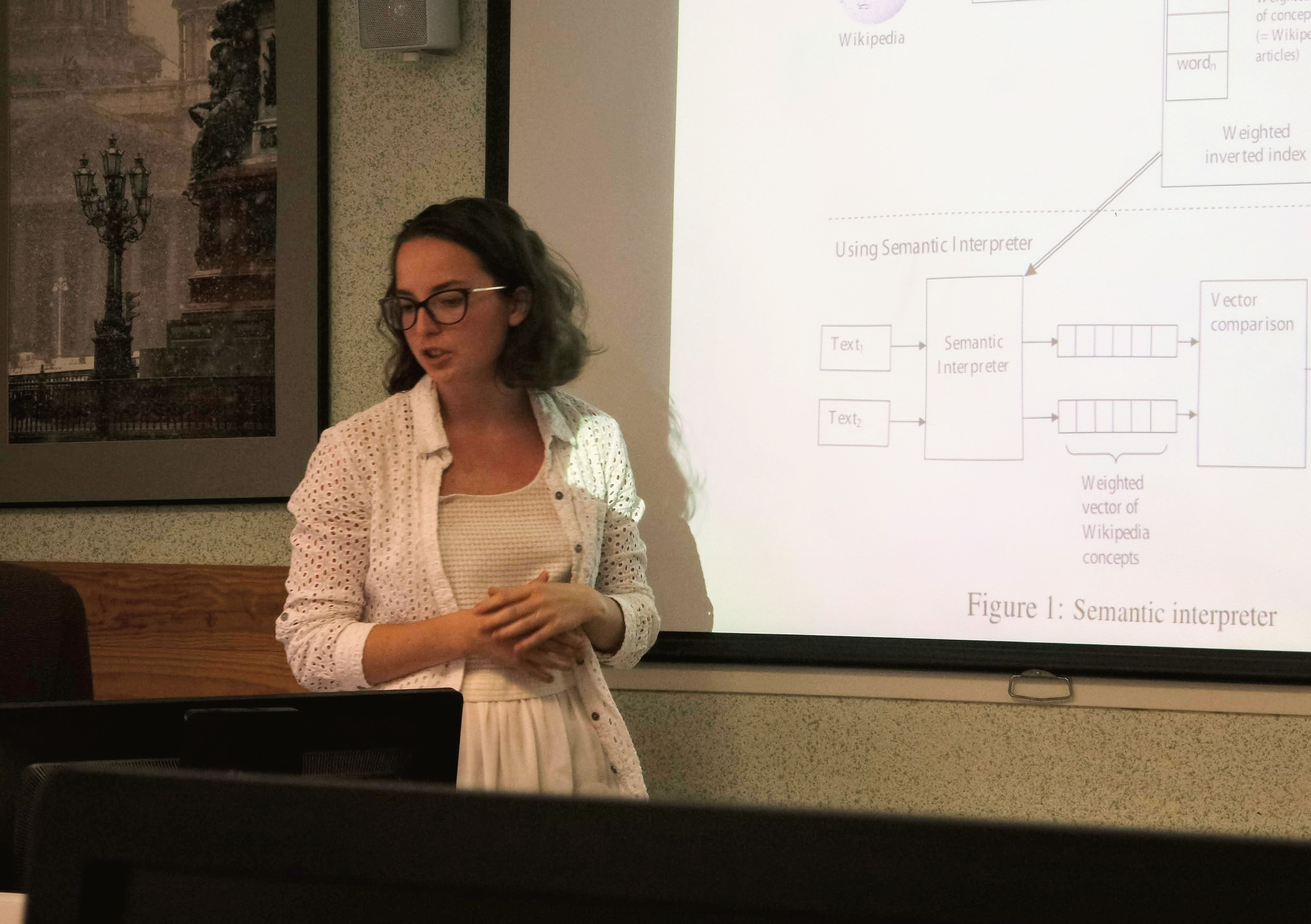
Анна Крюкова, сотрудница компании PROMT, выступает с докладом о реализации ESA для русского языка, конференция «Корпусная линвистика — 2019» в Санкт-Петербурге

Компания основана в Санкт-Петербурге в 1991 году бывшими сотрудниками лаборатории инженерной лингвистики ЛГПИ им. А. И. Герцена, которой управлял Раймунд Пётровски (Rajmund Piotrowski), дочь которого,  Светлана Соколова, - руководитель компании со дня основания.
Первая система машинного перевода, появившаяся в 1991 году, называлась PROMT. В 1992 году название было изменено на Stylus, а в 1998 году в связи с претензиями компании Epson, выпускавшей одноимённые принтеры — вновь на PROMT.
6 марта 1998 года компания запустила первый российский сервис бесплатного онлайн-перевода Translate.ru.
В 1997 году компания PROMT совместно с французской компанией Softissimo выпустила линейку продуктов для западного рынка под названием Reverso.
В том же году компания запустила автоматический переводчик для детей Magic Gooddy — программу для домашнего компьютера, «знавшую» более 500 тысяч слов.
В 2005 году в рамках контракта с NASA компьютерный переводчик PROMT был запущен в космос.
В 2008 году контрольный пакет акций компании был выкуплен Renova Capital. Сумма сделки не разглашалась, но по данным Renova Capital, общий объём мирового рынка услуг перевода для компаний составил в 2007 году 9—10 млрд долларов, при этом продажи PROMT составили 2 % от этой суммы. По оценкам одного из наблюдателей рынка, стоимость приобретённого Renova Capital пакета составила не более 20—40 млн долларов.
Лингвистические технологии PROMT используют для обработки патентной документации в Федеральном институте промышленной собственности (ФИПС).
К Чемпионату мира по футболу, который проходил в России в 2018 году, PROMT разработала специальное приложение для РЖД, чтобы проводники поездов дальнего следования могли обслуживать иностранных пассажиров на разных языках.
В 2019 году сетевое издание «Собака.ру» включило генерального директора PROMT Светлану Соколову в число лауреатов премии «ТОП 50. Самые знаменитые люди Петербурга» в номинации «Бизнес».

## Принципы работы
Первоначально в основе перевода PROMT лежала технология машинного перевода, основанная на правилах (Rule-based machine translation). RBMT строится на основе лингвистического описания двух естественных языков (двуязычных словарей и других баз данных, содержащих морфологическую, грамматическую и семантическую информацию), формальных грамматик и, собственно, алгоритмов перевода. Качество перевода зависит от объёмов лингвистических баз данных (словарей) и глубины описания естественных языков, то есть, необходим учёт максимального количества особенностей грамматической структуры. RBMT подход был усовершенствован в PROMT за счет использования семантических сетей и получил название Аналитический машинный перевод PROMT.
В переводчиках PROMT также используется статистический машинный перевод, при котором система обучается на основе корпусов параллельных текстов, и качество перевода сильно зависит от качества и количества данных. Результат отличается бо́льшей гладкостью, чем переводы, выполненные на основе аналитического подхода.
В 2019 году разработчики компании PROMT представили новую технологию машинного перевода на основе нейронных сетей — PROMT Neural. Это гибридная технология, объединяющая нейросетевой подход (NMT) и подход на основе правил (RBMT). Алгоритмы PROMT Neural предварительно анализируют текст и решают, какая технология лучше подходит для перевода того или иного фрагмента текста. Это позволяет решениям PROMT выдавать более качественный результат машинного перевода.

## Основные возможности
- Перевод отдельных слов и текстов любого объёма.
- Перевод документов с сохранением структуры и форматирования. Поддерживаются все популярные форматы: doc(x), xls(x), ppt(x), rtf, html, xml, txt, ttx, pdf (в том числе отсканированные), odt, ods, jpeg, png, tiff.
- Перевод сайтов целиком, с сохранением структуры и гиперссылок.
- Перевод выделенных фрагментов текста и отдельных слов в сторонних приложениях и браузерах (PROMT Агент).
- Использование, редактирование и создание специализированных словарей и профилей перевода.
- Подключение баз Translation Memory (память перевода).
- Интеграция в офисные приложения, веб-браузеры, корпоративные порталы и сайты.
- Интеграция с CAT-системами Trados, Memsource и др.
- Автоматическое распознавание языка, тематики текста.
- Обеспечение конфиденциальности переводимых данных за счет работы в офлайн-режиме.
- Поддержка MacOS, Windows, Linux, Android, iOS.
- API и SDK для интеграции функций перевода в программных комплексы и сайты.
- API и SDK для интеграции функций анализа текстов (выделение сущностей, фактов, связей между ними, определение и анализ смысловой структуры документа) в информационно-аналитические системы.

## Основные продукты
Продукты для индивидуальных пользователей
- Сервис PROMT.One Архивная копия от 21 октября 2019 на Wayback Machine — бесплатный онлайн-переводчик на основе нейронных сетей (NMT) для английского, арабского, греческого, иврита, испанского, итальянского, казахского, китайского, корейского, немецкого, португальского, русского, турецкого, украинского, финского, французского, японского и других языков.
- PROMT Professional Neural Архивная копия от 26 октября 2020 на Wayback Machine — десктопный бизнес-переводчик на основе нейросетевой технологии PROMT Neural Архивная копия от 27 сентября 2019 на Wayback Machine для перевода текстов, деловой переписки и документов целиком с гарантией безопасности конфиденциальной информации. В основной комплектации поддерживает 2 языка, в расширенной — 9 языков и плагин для SDL Trados Studio.
- PROMT Professional Архивная копия от 9 мая 2019 на Wayback Machine — десктопный бизнес-переводчик для перевода текстов, деловой переписки и документов целиком с гарантией безопасности конфиденциальной информации. Поддерживает 7 офлайн- и 10 онлайн-языков.
- PROMT Expert Архивная копия от 9 мая 2019 на Wayback Machine — корпоративное решение, предназначенное для организации процесса перевода и локализации в переводческих компаниях и отделах перевода.
- PROMT Master Архивная копия от 27 сентября 2019 на Wayback Machine — офлайн-переводчик для частных пользователей, поддерживающий перевод текстов, документов разных форматов и функцию мгновенного перевода.
- PROMT Lite Архивная копия от 27 сентября 2019 на Wayback Machine — офлайн-переводчик для частных пользователей, поддерживающий перевод текстов и функцию мгновенного перевода.
- Переводчик для детей Magic Gooddy
- Мобильное приложение PROMT.One для iOS и Android, поддерживает перевод для 20+ языков, офлайн-перевод, голосовой ввод и озвучку произношения, включает словари и разговорники.
- Мобильное приложение Translate.Ru для Windows Phone поддерживает перевод текста, словари и разговорники для английского, русского, испанского, итальянского, немецкого, португальского, финского, японского и французского языков.
- PROMT Offline для MacOS Архивная копия от 27 сентября 2019 на Wayback Machine — переводчик для Mac, поддерживающий офлайн-перевод текста с английского на русский и с русского на английский. Есть возможность установки пакетов для немецкого, испанского и французского языков.

Также доступны серверные решения для компаний на Windows и Linux и решения для разработчиков и интеграторов (API).